# Elia Del Re

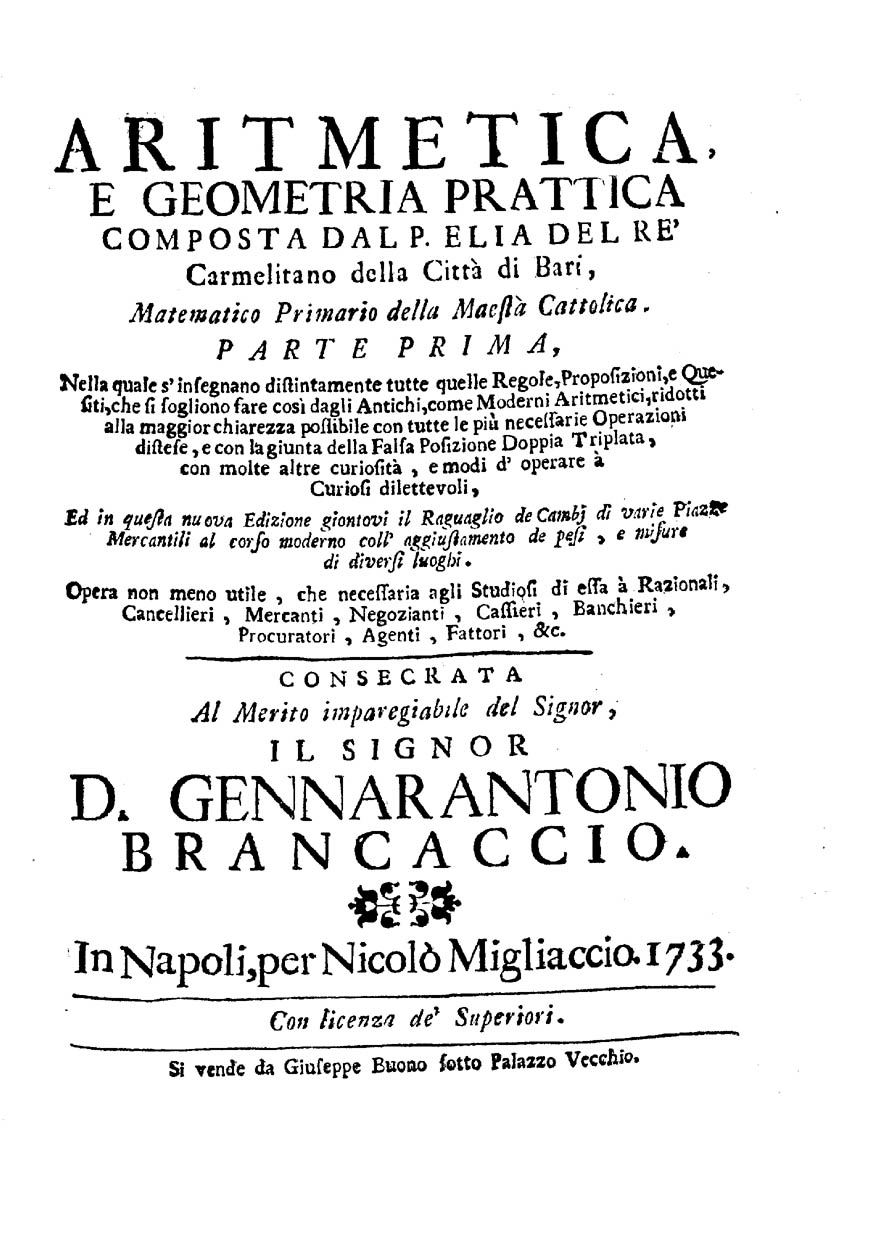
Aritmetica e geometria prattica, 1733

Elia Del Re, noto anche con lo pseudonimo di Parmena (1654 – 1733), è stato un matematico italiano.

## Opere
- Elia Del Re, Aritmetica e geometria prattica, In Napoli, Niccolò Migliaccio, 1733. URL consultato il 13 giugno 2015.